# 滝線

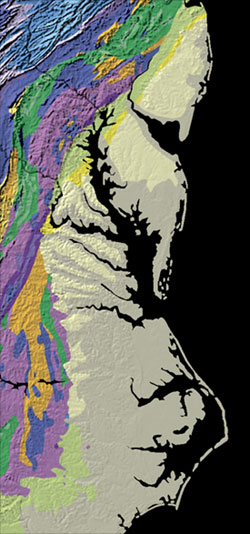
アメリカ合衆国における滝線を示すレリーフマップ

滝線（たきせん、英語: fall line）とは、地形でいうと高地と平野の急な高低差に生じた一連の滝（英語: waterfall）や急流の箇所を結んだ線を指す地理学上の用語である。瀑布線（ばくふせん）ともいう。具体的には、北アメリカ大陸（アメリカ合衆国）東部のアパラチア山脈の東麓に広がるピードモント台地と大西洋岸平野の境界部分の地形にアパラチア山脈から発して並行して流れる河川が作り出した滝を結んだ線（英語では大文字で"Fall Line"と表記）から生じた。（等高線の高度間隔を強調したレリーフマップを用いると滝線がどこに走っているのかがよく判る。添付画像参照）
内陸交通で水運が重要であった時代には、閘門が設置されている場合を除いて、河川を航行する船は滝線より上流へ行くことは出来ず、そのため滝線の近くには船荷の積降し場（河港）が設けられた。また、滝を生ずる水位差は大きな水車動力源となるため、滝線付近は水車を利用した製粉業や製材業に適した場所であった。河港と動力に恵まれた立地条件の下に集落が発生し、やがて都市へと発展していった。水力発電が発明されると、滝線沿いに水力発電所を設け、そこで発電した電力を利用する滝線から離れた都市も出てきた。このようにして形成された都市を滝線都市（たきせんとし）といい、特にアメリカ合衆国東部から南東部において、古くは植民地時代に河港都市や水車動力利用の初期工業都市として発生し、数多く形成された。

## 滝線都市の例
アメリカ合衆国東部から南東部にかけて、アパラチア山脈東側のピードモント台地が大西洋岸平野へと急速に高度を切り下げる斜面には1,500km以上に及ぶ滝線地帯（英語: fall zone）が形成されている。先史時代にまで遡る集落形成が行われてきたこの斜面は崖だけでなく場所によっては幅は何マイルにも及ぶ。
一例を挙げるならば、バージニア州リッチモンドを流れるジェームズ川は大西洋に開いた河口まで全体で一連の早瀬となって流れ下っている。
地質学的には、滝線はタコニック造山運動によって形成されて硬化した地形と、白亜紀と第三紀に大陸棚上に形成された単層で砂礫質の比較的平らな沖積平野との境界にあたる。
滝線地帯を構成する平野がいかに形成されたかについての学説はいくつかあるが、アメリカ合衆国の自然地理学者マギー（W.J. McGee）が提出した「断層・褶曲運動により単斜層として形成された」という学説が学者の間で広く支持された。なお、今日に到るもこの地帯の大部分で断層面は発見されていない。
19世紀に滝線はポトマック川のリトルフォールズやグレートフォールズのような水運上の断点を意味した。しかし、20世紀初期に給水のための水路開削や運河が建設されたことにより、単なる断点の連続ではなく、それに沿った都市の出現＝滝線都市こそが滝線の最も突出した特徴となった。
さらに、アメリカ北東部メイン州からフロリダ州までの大西洋側諸都市を結ぶ国道1号線がこれら滝線都市も連絡して、あたかも滝線に添うように建設され、滝線都市をさらに強調するものとなった。
ピードモント台地東縁の滝線都市には次のような例がある。（以下、括弧内は滝線にかかる河川名）

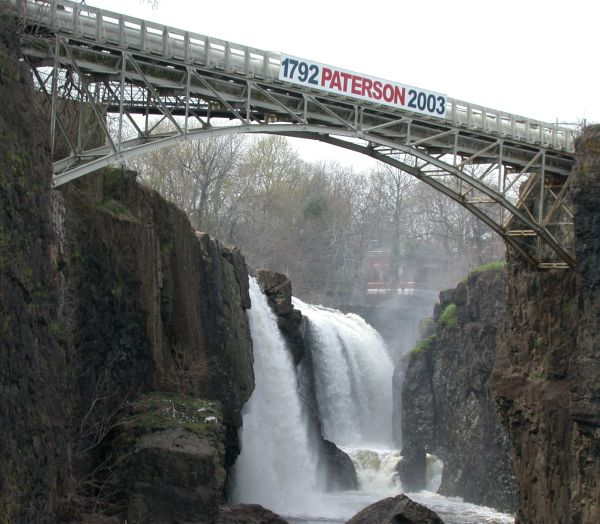
パセイック川の大滝。パターソンにおける絹織物産業の発展の源となった。

- ニュージャージー州パターソン（パセイック川）
- ニュージャージー州トレントン（デラウェア川）
- ペンシルベニア州フィラデルフィア（スクーキル川）
- メリーランド州ボルチモア （パタプスコ川）
- ワシントンD.C.ジョージタウン地区、バージニア州アレクサンドリア（ポトマック川）
- バージニア州リッチモンド（ジェームズ川）
- ノースカロライナ州ローリー（ニューズ川）
- サウスカロライナ州コロンビア（コンガリー川）
- ジョージア州オーガスタ（サバンナ川）
- ジョージア州コロンバス （チャッタフーチー川）
- アラバマ州モンゴメリー（アラバマ川）

なお、上記都市のうちローリー、コロンビア、オーガスタの代わりに、ノースカロライナ州のグリーンズボロ、シャーロットおよびジョージア州のアトランタを滝線都市の例として挙げている教科書・解説書もある。これらの都市はローリー、コロンビア、オーガスタよりもそれぞれ120-150kmほど内陸に位置している。